# 1326 Losaka
1326 Losaka (1934 NS) là một tiểu hành tinh vành đai chính được phát hiện ngày 14 tháng 7 năm 1934 bởi C. Jackson ở Johannesburg (UO).